# Igreja Nacional da Nigéria

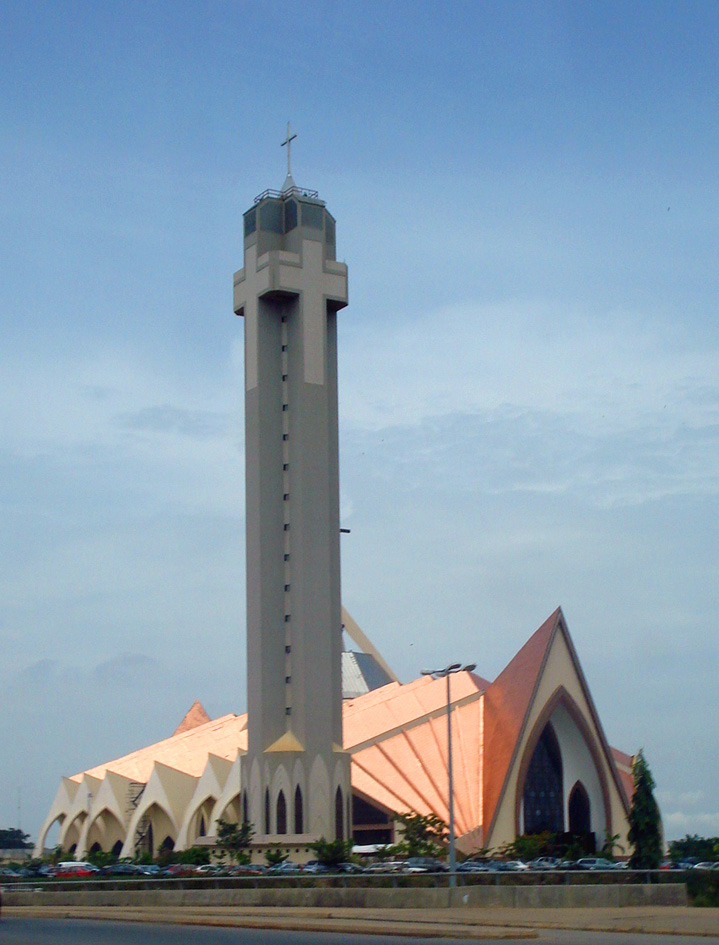
Centro Ecumênico Nacional

A Igreja Nacional da Nigéria (anteriormente conhecida como Centro Ecumênico Nacional e oficialmente conhecido como o Centro Nacional Cristão) é o principal lugar de adoração cristão na Nigéria, um país com uma substancial população Cristã.
O templo está localizado em Abuja, a capital nacional. A Igreja Nacional da Nigéria é uma construção interdenominacional, podendo servir a mais de uma das denominações cristãs existentes no país.

## História
A igreja foi projetada em uma versão pós-moderna do estilo neogótico, pelo Darchiwork Group, um escritório de arquitetura nigeriano, localizado em Lagos. Construído pela empresa italiana de construção Gitto Costruzioni Generali Nigeria Ltd.
O projeto foi iniciado por volta de 1989; no entanto, foi suspenso por vários anos, até que em 2004, quando a Associação Cristã da Nigéria organizou uma comitê a fim de assegurar a sua rápida conclusão. A cerimônia de dedicação, em 2 de outubro de 2005, coincidiu com a celebração do 45º aniversário da Nigéria como nação independente.
O serviço de dedicação foi presidida pelo reverendo Peter Akinola, o primaz anglicano da Nigéria.

## Galeria

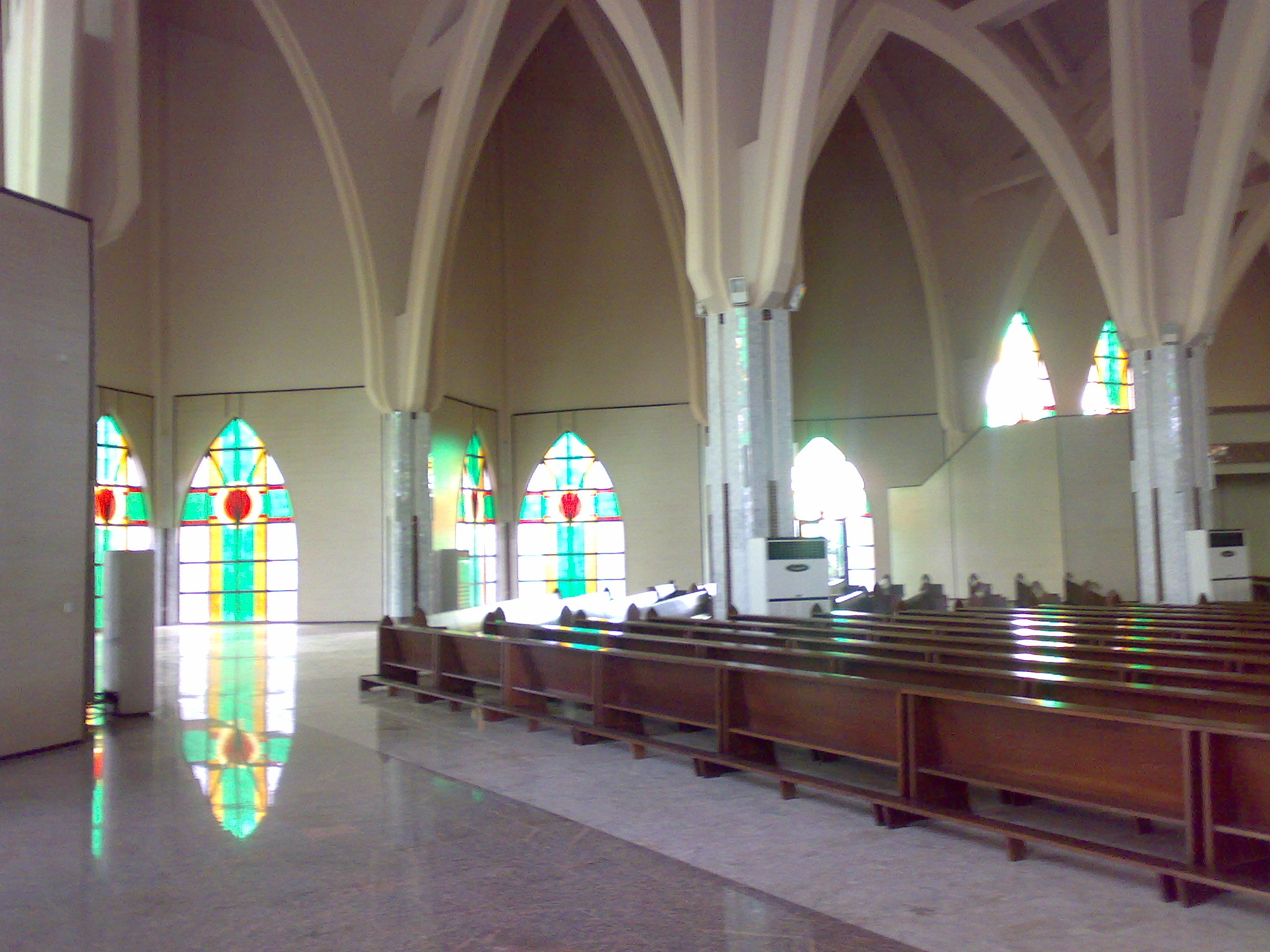
Interior
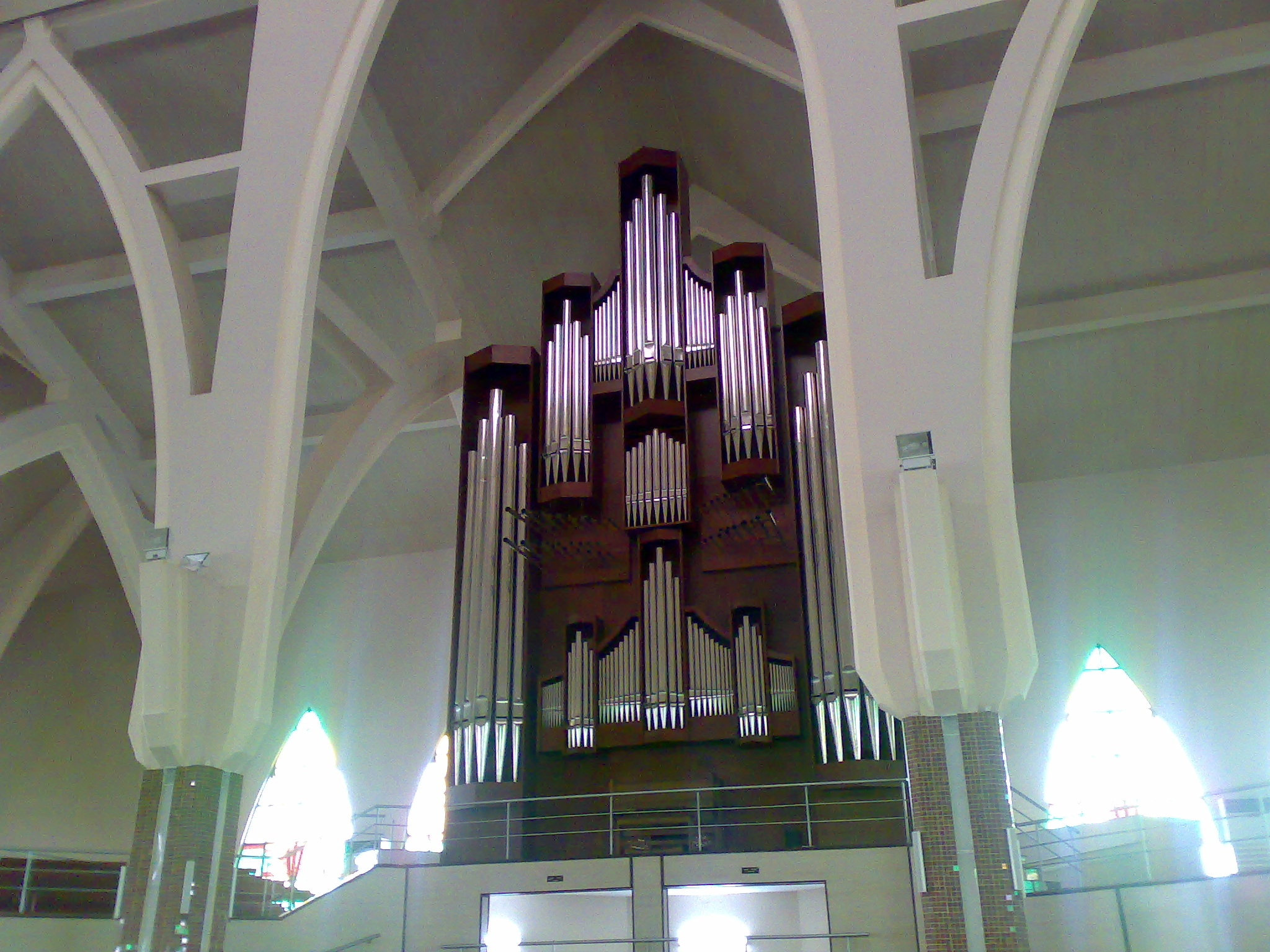
Órgão de tubos na ala direita da igreja
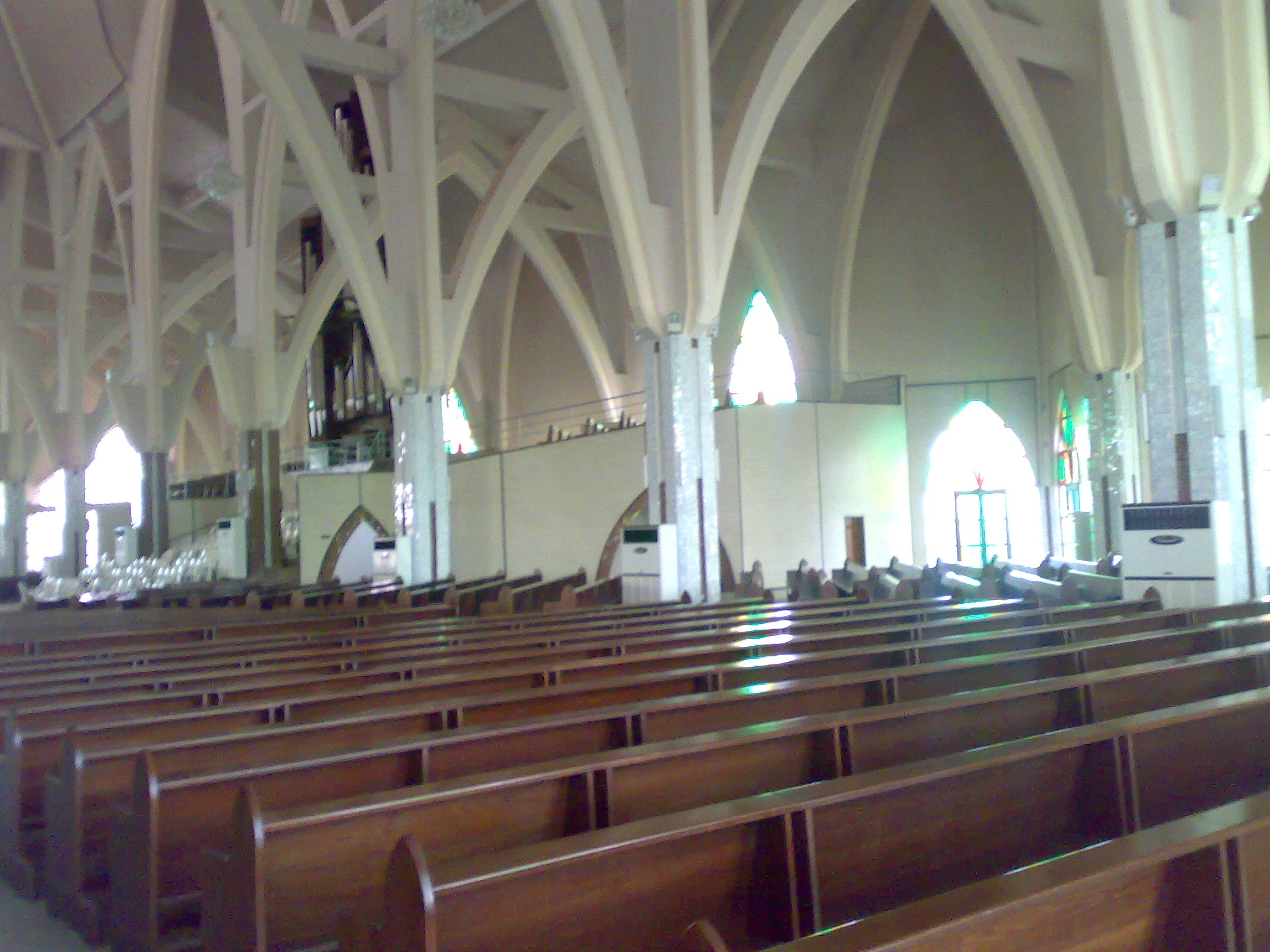
Arcos vistos no interior da igreja